# Liny van Oyen
Liny Teepe-van Oyen (Den Haag, 11 juni 1933 – aldaar, 30 december 2024) was een Nederlands televisiepresentatrice.

## Biografie
Van Oyen is opgegroeid in Den Haag. Na haar middelbare school volgde zij een opleiding tot kapster. Vanaf 1963 had zij dertig jaar lang een eigen kapsalon in Den Haag. Nadat zij in 1993 haar zaak had gesloten, ging zij werken bij een schoonmaakbeurs. Tussen 2003 en 2008 werkte ze voor de televisie bij RTL 4.
Van Oyen overleed op 30 december 2024 op 91-jarige leeftijd.

## Carrière
Van Oyen presenteerde onder meer met haar dochter Marja Middeldorp het programma Hoe schoon is jouw huis op RTL 4. Moeder en dochter kwamen bij dit programma terecht doordat ze werden opgemerkt door een RTL-medewerker toen ze op een schoonmaakbeurs een demonstratie aan het geven waren.

## Tv-programma's
- Hoe schoon is jouw huis (2003)
- Ik Stem Niet (2007)
- De Schoonmaak Diva van Nederland (2008)